# Sanremo Tennis Cup 2004
Il Sanremo Tennis Cup 2004 è stato un torneo di tennis facente parte della categoria ATP Challenger Series nell'ambito dell'ATP Challenger Series 2004. Il torneo si è giocato a Sanremo in Italia dal 10 al 16 maggio 2004 su campi in terra rossa.

## Vincitori

### Singolare
Potito Starace ha battuto in finale  Peter Wessels con il punteggio di 6–4, 6–4

### Doppio
Daniele Bracciali /  Giorgio Galimberti hanno battuto in finale  Manuel Jorquera /  Diego Moyano 4–6, 7–6(6), 6–2